# بيل ديكون
بيل ديكون (بالإنجليزية: Bill Deacon)‏ هو لاعب دوري الرغبي نيوزيلندي، ولد في عقد 1940، وتوفي في 18 يونيو 2019.